# فرنسيسكو دي بورخا إي أراغون
فرنسيسكو دي بورخا إي أراغون (بالإسبانية: Francisco de Borja y Aragón)‏ هو كاتب وعسكري وشاعر إسباني، ولد في 1581 في مدريد في إسبانيا، وتوفي بنفس المكان في 26 سبتمبر 1658.